# 單位需求
在经济学中，单位需求是指一个经济主体想要买一件商品，但是可以从不同种类的商品中去选择一个。比如说市面上有不少种类的汽车，但是买家会根据质量和价格去选购。
假设有{\displaystyle m}种不同品类的商品，那么单位需求估值函数通常用{\displaystyle v_{1},\dots ,v_{m}}这{\displaystyle m}个值表示，其中{\displaystyle v_{j}}表示经济主体对商品{\displaystyle j}的主观估值。假如说一个经济主体从集合{\displaystyle A}的商品中选择一个，则总效用可表示为：
{\displaystyle u(A)=\max _{j\in A}v_{j}}
该经济主体会选择{\displaystyle A}中它所认为最有价值的商品而无视其他商品。
因此，如果商品{\displaystyle j}的标价为{\displaystyle p_{j}}，经济主体会购买效用值{\displaystyle v_{j}-p_{j}}最大的商品。

## 序数和基数定义
单位需求估值的正式定义为：
- 偏好关系：对于每个集合{\displaystyle B}，都存在一个子集{\displaystyle A\subseteq B}，其势为{\displaystyle |A|=1}，使得{\displaystyle A\succeq B}。
- 效用函数：对于每个集合{\displaystyle A}：[1]

{\displaystyle u(A)=\max _{x\in A}u(\{x\})}